# Morokulien

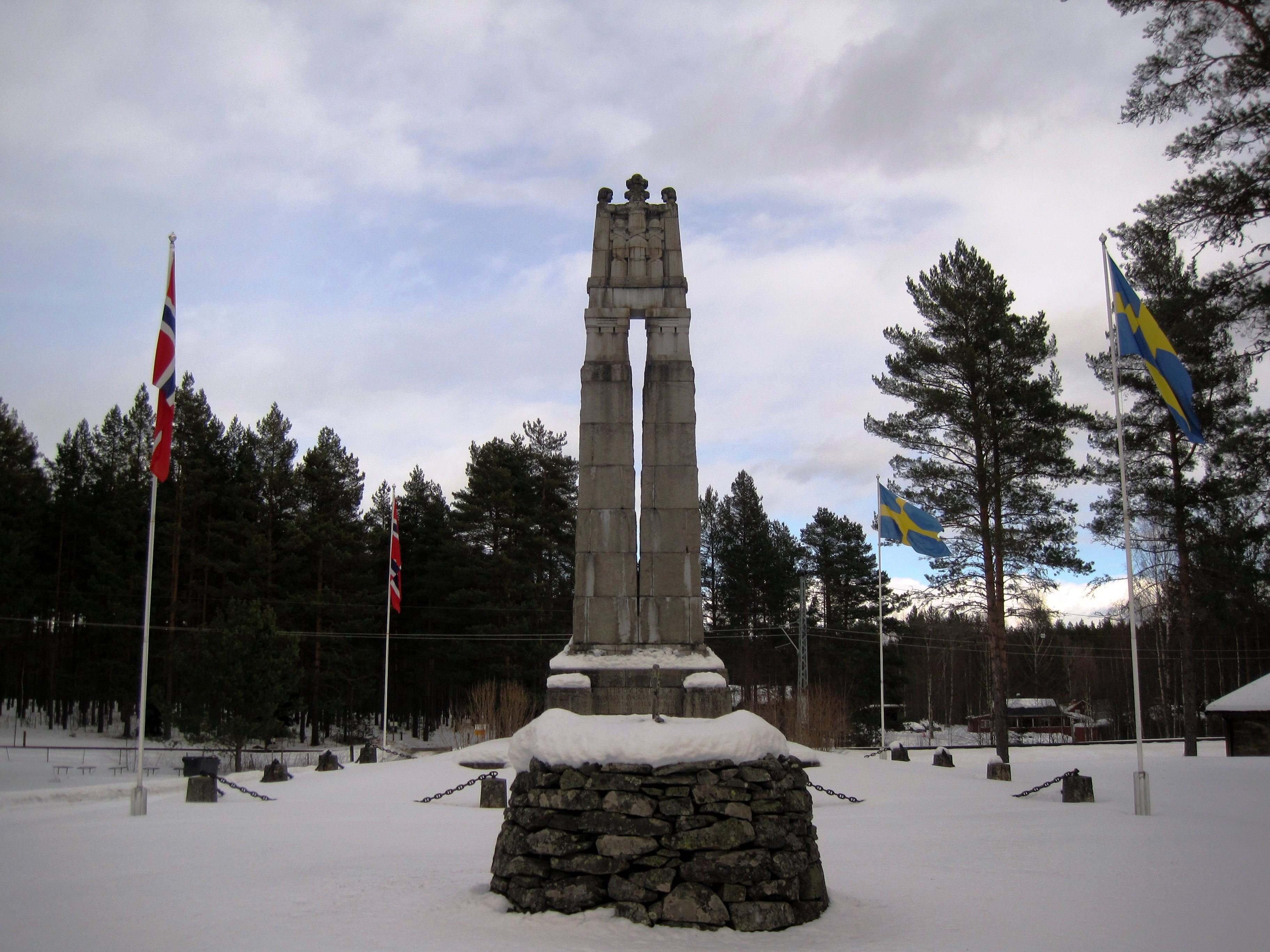
Fredsmonumentet i Morokulien.

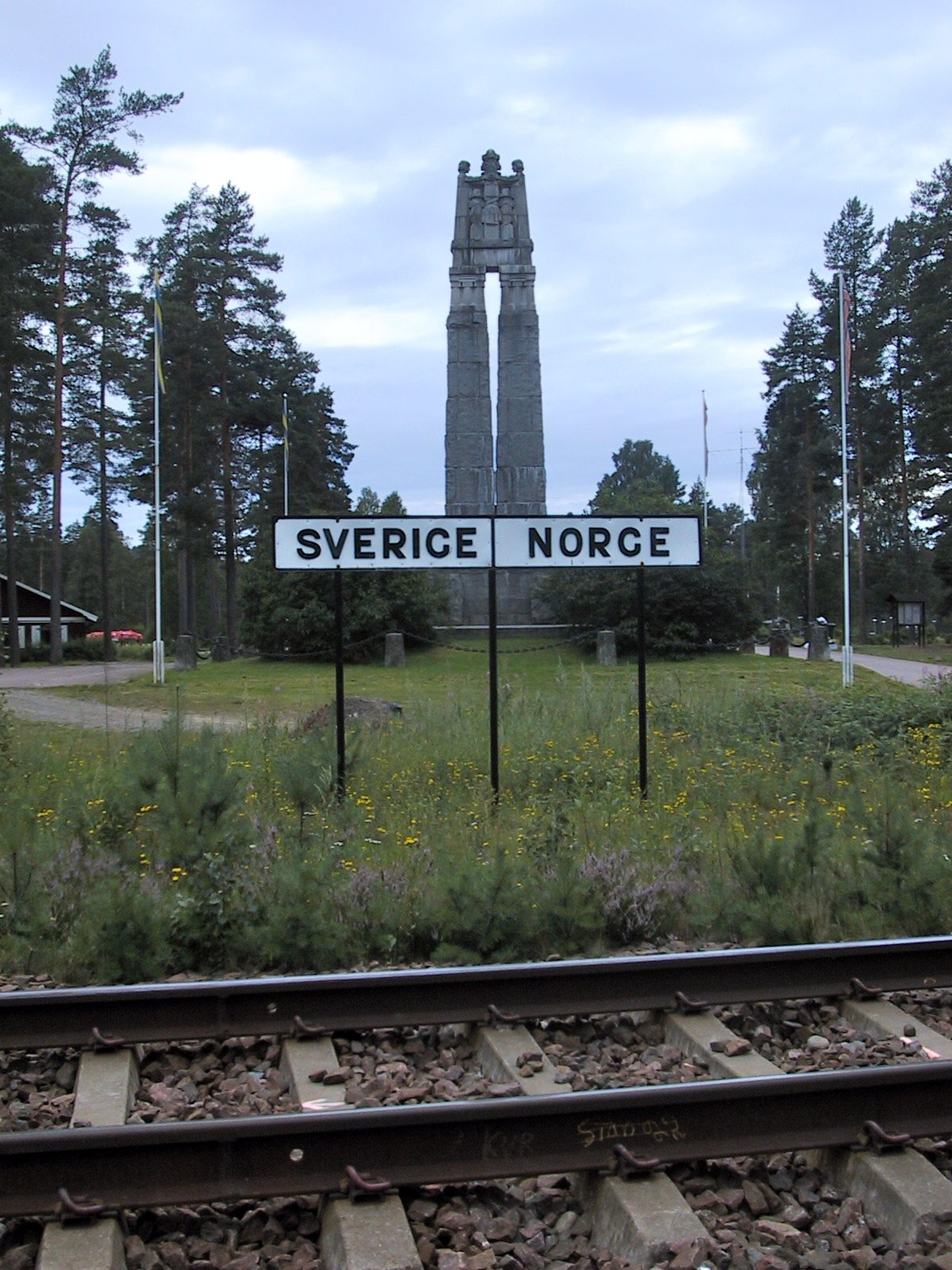
Värmlandsbanan–Kongsvingerbanen med en skylt som markerar riksgränsen.

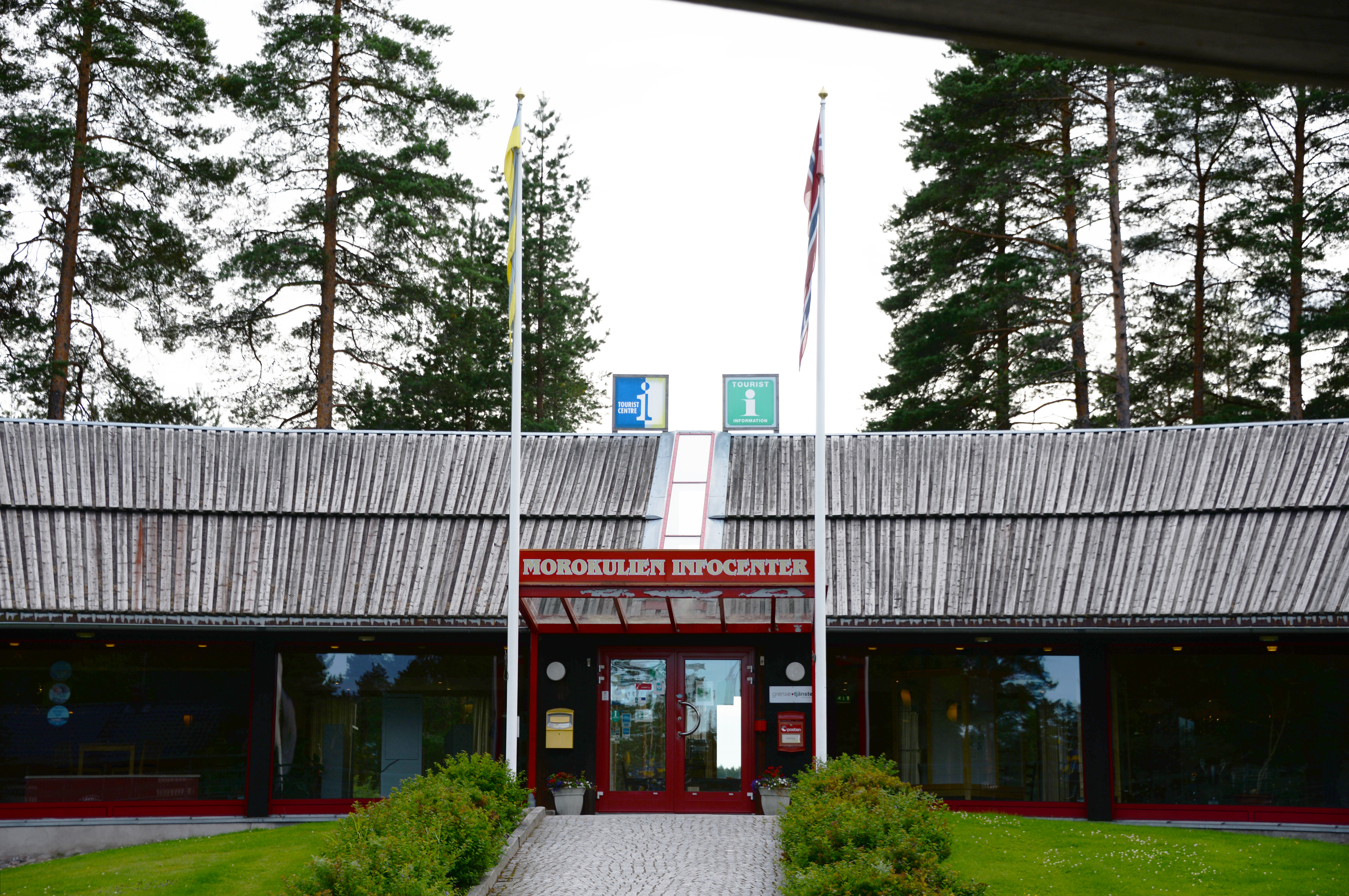
Morokulien – Informationscenter (2015)

Morokulien är ett sex hektar stort område vid riksgränsen mellan Sverige och Norge, vid Riksväg 61/Riksväg 2 mellan orterna Eda glasbruk i Värmland och Magnor i Innlandet fylke. Det har helt informellt kallats självständigt land/mikrostat i radiounderhållning. Namnet används också i turistsammanhang. I området, mitt på riksgränsen, finns sedan 1914 ett fredsmonument.

## Historik

### Fredsmonumentet
År 1910 beslöt man vid den Nordiska Fredskongressen i Stockholm att samla in medel för att bygga ett fredsmonument på gränsen till Norge 1914, till minne av 100-årig fred mellan länderna. Man samlade in 26 500 riksdaler, marken köptes in av Svenska freds- och skiljedomsföreningen och Norges Fredslag, och ett fredsmonument byggdes i vit granit från Idefjorden. Arkitekten hette Lars Johan Lehming, och det var Anton Huse och hans mannar som reste det 18 meter höga monumentet. Platsen valdes utifrån närheten till det sista slaget mellan Sverige och Norge i Magnor, samt att man här kan se monumentet både från vägen och järnvägen. Mot järnvägen syns inskriften: "Hädanefter skall krig mellan skandinaviska bröder vara omöjligt", ett citat av Kung Oscar I. Den 16 augusti 1914 invigdes monumentet, och 12 000 människor deltog tillsammans med norske stortingspresidenten Jørgen Løvland, svenske biskopen Knut Henning Gezelius von Schéele samt Svenska Freds ordförande Carl Sundblad. Under andra världskriget anordnades flera så kallade krigsvigslar mellan svensk-norska par på Fredsplatsen.

### Morokulien
Namnet Morokulien lanserades 1959 av Lennart Hyland, Sverige och Randi Kolstad, Norge, i samband med ett radioprogram som hette Över alla gränser. Namnet uppfanns av Bertil Perrolf eller Per Løken - "Margarinkungen", och kommer av det norska ordet moro och det svenska ordet kul, som har samma betydelse (moro & kul i en = moro-kul-i-en).
De svenska och norska statsministrarna, Tage Erlander och Einar Gerhardsen, erkände på lördagskvällen den 3 oktober 1959 Morokulien som Nordens nya stat, Sveriges Radios och Norsk Rikskringkastings land. Livslängden var dock bestämd till en vecka. Staten Morokulien kunde bland annat stoltsera med världens enda internationella postverk. Den nya staten fanns med i radioprogrammet Över Kölen.
Morokulien utropades som egen stat, och Hyland åtog sig snabbt rollen som statschef. Drottning Alfhilde av Morokulien avlade 1959 ett statsbesök i den värmländska Republiken Åsen. Den sittande presidenten i Amatörradioriket Morokulien heter Odd, han utsågs 2009. Under jubileet 2009 kröntes även Lars-Gunnar Björklund till "Kung över fredsriket" under namnet Lars I Gunnar. Hans valspråk var För Morokulien i alla tider. Detta betyder att Morokulien är både en fiktiv republik och monarki. Dessvärre avled konungen den 30 november 2012. Dessförinnan hann han utse en Riksminister och en Förflyttningsminister.
Marken såldes av Svenska Freds till Eda kommun och av Norges Fredslag till Eidskog kommune år 2005.
Den 16 augusti 2014 firades 100-årsjubileet av fredsmonumentets uppförande samt 200-årsminnet av freden mellan Sverige och Norge. Den svenska  riksdagens talman Per Westerberg och Norges stortingspresident Olemic Thommessen närvarade under firandet liksom även Värmlands läns landshövding Kenneth Johansson och Sigbjørn Johnsen, landshövding i dåvarande Hedmark fylke i Norge. Vid en ceremoni avtäcktes också en fredsklocka, skänkt av World Peace Bell Park i Hwacheon i Sydkorea. Det har gjorts tre fredsklockor, som symboliskt ska ringa för fred tillsammans: denna på Fredsplatsen i Morokulien, samt en på Voksenåsen i Oslo och en i World Peace Bell Park i Sydkorea.

## Geografi
Morokulien ligger mitt på gränsen mellan Norge och Sverige längs den svenska riksväg 61 och den norska riksväg 2 i Eda kommun respektive Eidskogs kommun. Inom Fredsriket Morokulien finns ett fredsmonument, gränsröse nr 67, en amfiteater, Brennastua, en Ministerlund, Grensestua som härbärgerar en amatörradiostation, ett solur med den Morokuliska flaggan samt Lindblomsvillan (namn efter dåvarande ordföranden i Svenska Freds) som byggdes för att härbärgera en flyktingfamilj från Ungern som anlände i januari 1960. Rikets gränser markeras av dess fyra hörnstenar i olika material som skapats av svenska och norska konstnärer. Morokulien har postnummer 673 93 i Sverige.

## Valuta och pass
Morokulien fick 1979 en egen valuta. Valutan fick namnet daler. Det finns bara en storlek av valutan, 1 daler. Man kan inte köpa något med den, däremot finns ett samlarvärde. Dalern är utgiven 1979, 1984 och 2014. Det finns morokuliska "pass" att köpa via amatörradiostationen SJ9WL – LG5LG. Det är dock inga riktiga pass, utan endast souvenirer. Vem som helst kan köpa ett (man blir inskriven i borgarboken) men inga andra stater har erkänt Morokulien annat än Republiken Åsen i Arvika och Kungariket Elleore i Danmark.

## Amatörradiostation

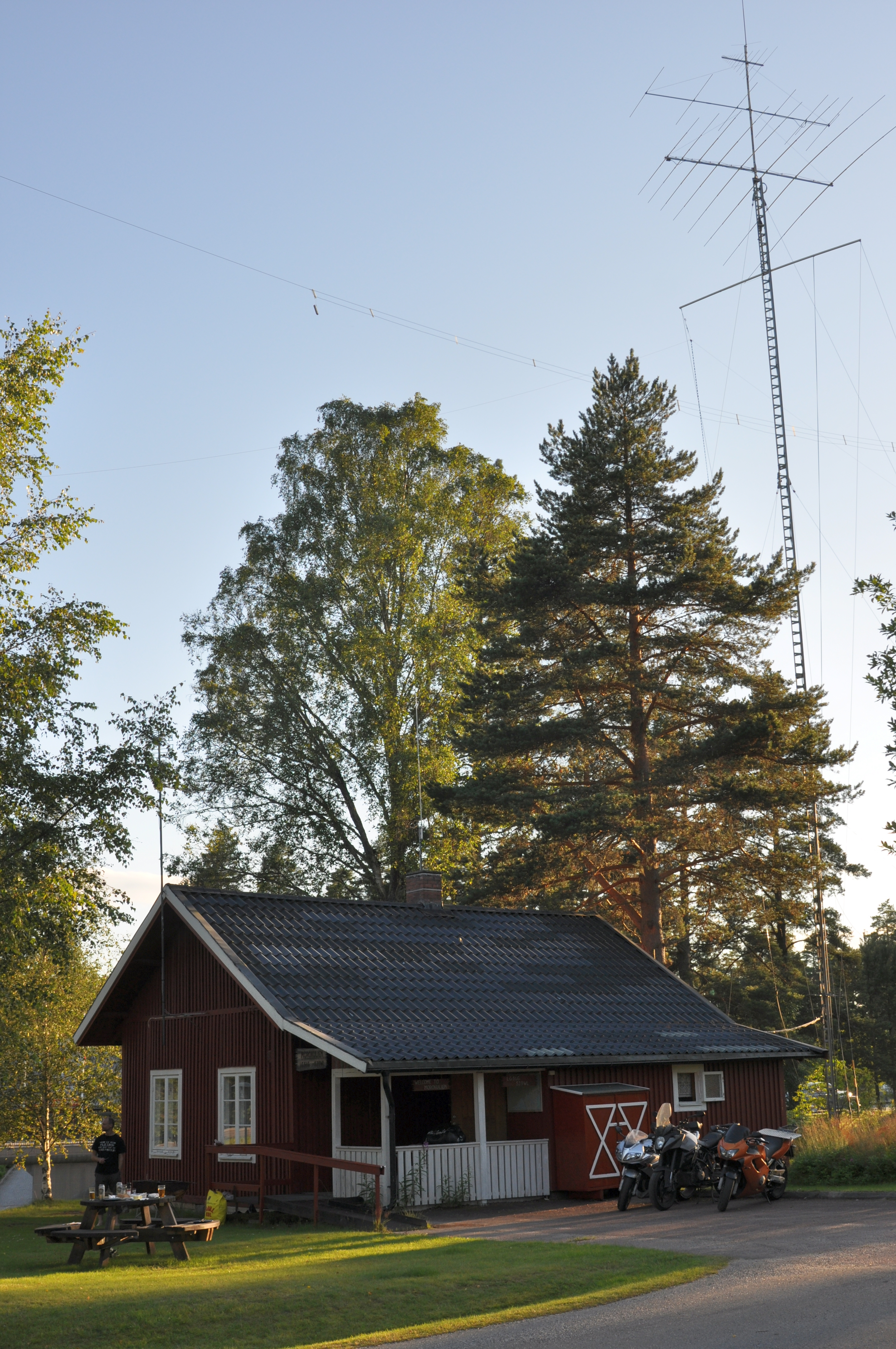
Grensestua – gränsstugan som inrymmer amatörradiostationen.

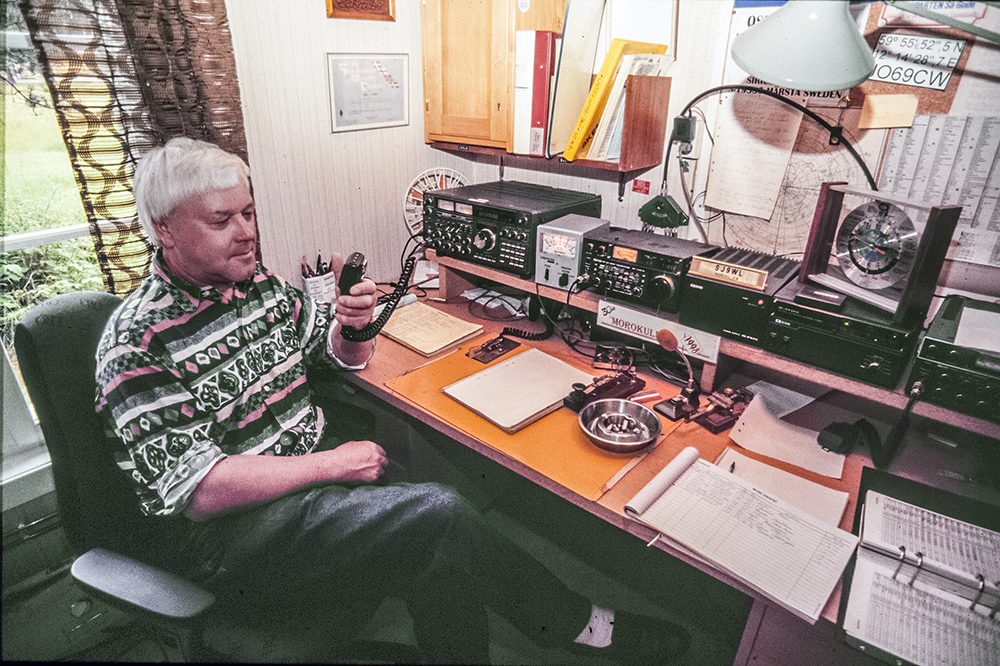
Amatörradiostationen SJ9WL – LG5LG.

AmatörRadio I Morokulien (ARIM) konstituerades 1968 i samarbete mellan norska och svenska radioamatörer. Man fick så småningom tillgång till "Grensestua", och skapade där en amatörradiostation. Amatörradiostationen har två anropssignaler: den svenska signalen SJ9WL och den norska signalen LG5LG. Det är tillåtet att använda bägge signalerna i både Sverige och Norge och därmed är det den enda platsen i världen där det är tillåtet att använda en utländsk anropssignal utan att den föregås av det nationella prefixet. Under de över 56 år som SJ9WL/LG5LG varit aktiv har 2,3 miljoner kontakter genomförts världen över. Amatörradiostationen är mycket populär att hyra in sig i bland internationella gäster eftersom den är känd över hela världen bland radioamatörer. Radioamatörer från en mängd olika länder har som gäster i Grensestua aktiverat amatörradiostationen sedan 1968.
ARIM arrangerar varje år Morokulien HAM-day i mitten av augusti, under helgen närmast den 16 augusti, då fredsmonumentet restes år 1914.